# Acquedolci
Acquedolci es una localidad italiana de la provincia de Mesina, región de Sicilia, con una población estimada de 5497 habitantes para 2024.

Ubicación de la ciudad de Acquedolci dentro de la provincia de Mesina.

## Evolución demográfica
| Gráfica de evolución demográfica de Acquedolci entre 1861 y 2011 |
|                                                                  |
| Fuente ISTAT - Elaboración gráfica por parte de Wikipedia        |